# 日本文学大賞
日本文学大賞（にほんぶんがくたいしょう）は、1968年から1987年まで、新潮社の財団法人「新潮社文芸振興会」が三大新潮賞のひとつとして設けていた文学賞である。

## 選考
小説・評論・詩歌・戯曲を対象とした。
選考対象は、
- 選考会前年の1月～12月の間に刊行された単行本（第1回から第4回）
- 選考会前年の1月～当年の4月の間に刊行された単行本（第5回、選考会の時期が変更されたための措置）
- 選考会前年の5月～当年の4月の間に刊行された単行本（第6回以降）

但し、いずれの場合も刊行年をさらに1年間遡って作品を選ぶことができた。

### 1983年まで
選考委員は4名で、毎年交代。選考委員の作品は対象としない。

### 1984年から
1984年の第16回から規定が、以下に大きく変更。
- 文芸部門と学芸部門の2部門制となった。
- 各・部門の選考委員は5名となった。
- 選考委員の作品も対象となった。

## 発表・受賞
受賞作発表は『新潮』誌上において行われた。第1回～第4回は5月号、第5回～第9回は8月号、第10回～第15回は7月号、第16回は8月号、第17回～第19回は7月号。
受賞者には記念品と副賞として賞金100万円が授与された。

## 廃止
1988年、三大新潮賞から新潮四賞への移行に伴い終了した。
- 文芸部門は、純文学を対象とした三島由紀夫賞と大衆文学を対象とした山本周五郎賞となり、両賞とも新人を対象としている。
- 学芸部門は新潮学芸賞となり、21世紀に入り小林秀雄賞と新潮ドキュメント賞となった。

## 各回のデータ

### 第1回（1969年）
選考委員
中村光夫、丹羽文雄、三島由紀夫
受賞作
井上靖 『おろしや国酔夢譚』
稲垣足穂 『少年愛の美学』
候補作
開高健 『輝ける闇』
椎名麟三 『勤人の休日』
芹沢光治良 『人間の運命』
稲垣足穂 『東京遁走曲』
村松剛 『評伝ポール・ヴァレリー』
福田恆存 『解つてたまるか!・億萬長者夫人』

### 第2回（1970年）
選考委員
石川達三、小島信夫、武田泰淳、平野謙
受賞作
有吉佐和子 『出雲の阿国』
候補作
大江健三郎 『われらの狂気を生き延びる道を教えよ』
大岡昇平 『ミンドロ島ふたたび』
椎名麟三 『懲役人の告発』
高橋和巳 『日本の悪霊』
丹羽文雄 『親鸞』
花田清輝 『随筆三国志』

### 第3回（1971年）
選考委員
江藤淳、大岡昇平、中村光夫、舟橋聖一
受賞作
河上徹太郎 『有愁日記』
福田恆存 『総統いまだ死せず』
候補作
石原慎太郎 『化石の森』
河野多惠子 『回転扉』
小島信夫 『階段ののぼりはな』
瀬戸内晴美 『遠い声』
深沢七郎 『庶民烈伝』
藤枝静男 『欣求浄土』
三浦哲郎 『海の道』
本多秋五 『遠望近思』

### 第4回（1972年）
選考委員
井上靖、遠藤周作、武田泰淳、平野謙
受賞作
円地文子 『遊魂』
福永武彦 『死の島』
候補作
杉浦明平 『渡辺崋山』
辻邦生 『嵯峨野明月記』
三島由紀夫 『豊饒の海』

### 第5回（1973年）
選考委員
円地文子、小島信夫、中村真一郎、中村光夫
受賞作
武田泰淳 『快楽』
候補作
安部公房 『箱男』
開高健 『夏の闇』
山口瞳 『人殺し』

### 第6回（1974年）
選考委員
大岡昇平、武田泰淳、平野謙、山本健吉
受賞作
瀧井孝作 『俳人仲間』
候補作
阿川弘之 『暗い波濤』
井上光晴 『心優しき叛逆者たち』
宇野千代 『雨の音』
後藤明生 『挟み撃ち』

### 第7回（1975年）
選考委員
遠藤周作、小島信夫、中村光夫、丸谷才一
受賞作
なし
候補作
宇野千代 『薄墨の桜』
大庭みな子 『がらくた博物館』
河野多惠子 『無関係』
庄野潤三 『休みのあくる日』
富岡多恵子 『冥途の家族』
中村真一郎 『四季』
三浦哲郎 『野』
安岡章太郎 『私説聊斎志異』
吉行淳之介 『鞄の中身』
唐木順三 『あづまみちのく』
佐伯彰一 『日本の「私」を索めて』
平野謙 『さまざまな青春』
山本健吉 『正宗白鳥』

### 第8回（1976年）
選考委員
開高健、武田泰淳、平野謙、松本清張
受賞作
檀一雄 『火宅の人』
埴谷雄高 『死霊』
候補作
安部公房 『笑う月』
大岡昇平 『少年』
司馬遼太郎 『空海の風景』
吉行淳之介 『恐ろしい場所』
大岡信 『岡倉天心』

### 第9回（1977年）
選考委員
江藤淳、大岡昇平、司馬遼太郎、中村光夫
受賞作
和田芳恵 『暗い流れ』
萩谷朴 校注 『枕草子』

### 第10回（1978年）
選考委員
遠藤周作、佐々木基一、松本清張、水上勉
受賞作
小林秀雄 『本居宣長』
島尾敏雄 『死の棘』

### 第11回（1979年）
選考委員
大江健三郎、司馬遼太郎、丹羽文雄、丸谷才一
受賞作
加賀乙彦 『宣告』
山本健吉 『詩の自覚の歴史』

### 第12回（1980年）
選考委員
阿川弘之、開高健、中村光夫、山崎正和
受賞作
古井由吉 『栖』
結城信一 『空の細道』

### 第13回（1981年）
選考委員
江藤淳、加賀乙彦、篠田一士、安岡章太郎、山本健吉
受賞作
小島信夫 『私の作家遍歴』

### 第14回（1982年）
選考委員
磯田光一、遠藤周作、司馬遼太郎、中村真一郎、丸谷才一
受賞作
井上靖 『本覚坊異聞』
安岡章太郎 『流離譚』

### 第15回（1983年）
選考委員
江藤淳、開高健、篠田一士、松本清張、水上勉
受賞作
三浦哲郎 『少年讃歌』

### 第16回（1984年）
文芸部門
選考委員
遠藤周作、開高健、篠田一士、松本清張、水上勉
受賞作
芝木好子 『隅田川暮色』
学芸部門
選考委員
安部公房、高坂正堯、司馬遼太郎、柳田邦男、山本七平
受賞作
司馬遼太郎 『街道をゆく・（二十二）南蛮のみちI』

### 第17回（1985年）
文芸部門
選考委員
遠藤周作、開高健、篠田一士、松本清張、水上勉
受賞作
中村真一郎 『冬』
学芸部門
選考委員
安部公房、高坂正堯、司馬遼太郎、柳田邦男、山本七平
受賞作
ドナルド・キーン 『百代の過客』

### 第18回（1986年）
文芸部門
選考委員
遠藤周作、開高健、篠田一士、松本清張、水上勉
受賞作
北杜夫 『輝ける碧き空の下で』第二部
野上彌生子 『森』- 遺作
学芸部門
選考委員
安部公房、高坂正堯、司馬遼太郎、柳田邦男、山本七平
受賞作
角田忠信 『脳の発見』
NHK取材班 『21世紀は警告する』1～6

### 第19回（1987年）
文芸部門
選考委員
遠藤周作、開高健、篠田一士、松本清張、水上勉
受賞作
開高健 『破れた繭 耳の物語 I』、『夜と陽炎 耳の物語 II』
学芸部門
選考委員
安部公房、高坂正堯、司馬遼太郎、柳田邦男、山本七平。安部、司馬、柳田は引き続き新潮学芸賞選考委員を務めた。
受賞作
阿川弘之 『井上成美』